# Phintella cavaleriei
Phintella cavaleriei là một loài nhện trong họ Salticidae.
Loài này thuộc chi Phintella. Phintella cavaleriei được Ehrenfried Schenkel-Haas miêu tả năm 1963.